# Тремба В'ячеслав Михайлович
Тремба В'ячеслав Михайлович — український музикант, народився 6 травня 1951 року в м. Грем'ячинськ Пермської обл.
Заслужений діяч мистецтв України (1999 р.).
У 1970 році закінчив Дніпропетровське музичне училище ім. М. І. Глінки.
У 1975 році закінчив Харківський державний інститут культури.
Розпочав трудову діяльність з вересня 1975 року баяністом-акомпаніатором Будинку культури Дніпропетровського шинного заводу.
З травня 1976 року по травень 1977 року служив у рядах Радянської армії, диригував оркестром Краснознаменного Далекосхідного військового округу.
З вересня 1977 року по січень 1980 року працював керівником оркестрів «Ювілейний».
З травня 1980 року по листопад 1982 року обіймав посаду директора міського Будинку культури жилого масиву Ігрень.
З листопада 1982 року по жовтень 1983 року  — керівник вокально-інструментального ансамблю «Колос».
З жовтня 1983 року по листопад 1985 року — артист оркестру Запорізького об'єднання музичних ансамблів.
З листопада 1985 року — художній керівник народної студії «Монітор» Будинку культури Дніпропетровського навчально-виробничого об'єднання «Луч» Українського товариства сліпих.
Постійно працює над створенням сприятливих умов для розвитку художніх здібностей інвалідів та їх дітей. Під його керівництвом ансамблю «Монітор» присвоєно почесне звання «народний».
У співавторстві з народним артистом України, поетом-піснярем Юрієм Рибчинським, В'ячеслав Тремба написав пісню «Місто юнацьких мрій», яка увійшла до збірника «Дніпропетровськ на рубежі тисячоліть».
В'ячеслав Михайлович є автором та аранжувальником багатьох музичних творів, які виконують відомі українські співаки. Його обробку українських народних творів використовують у своїх виступах танцювальні й вокальні колективи.
В'ячеслав Тремба організував творчий авторський проект — хор хлопчиків «Квіти України», який неодноразово був запрошений з гастролями за кордон. Колектив тричі виїздив до Ізраїлю та двічі виступав у Нью-Йоркському театрі «Metropolitan Opera».
На сьогоднішній день у його студії звукозапису записують свої твори відомі виконавці та колективи.
В'ячеслав Михайлович неодноразово співпрацював з Дніпропетровською консерваторією ім. М. Глінки і театрами міста.
Своєю творчістю В'ячеслав Тремба представляє Дніпропетровщину на радіо та телебаченні.